# Living Dub Vol.4
Living Dub Vol.4 è un album dub di Burning Spear, pubblicato dalla Heartbeat Records nel 1999. Il disco è una versione in chiave dub dell'album Appointment with His Majesty (1997), con l'aggiunta di due inediti brani dub.

## Tracce
Testi e musiche di Winston Rodney.
1. Dub It Clean – 4:49
2. Dub Appointment – 4:21
3. First Time Dub – 4:15
4. Physician Dub – 4:14
5. Jah Dub – 5:01
6. Dub Smart – 4:34
7. Peaceful Dub – 4:46
8. Dub African – 5:08
9. My Island Dub – 5:12
10. Music Dub – 4:56
11. Loving Dub – 4:50

## Musicisti
- Winston Rodney - voce, congas, percussioni, arrangiamenti, accompagnamento vocale

Burning Band
- Rupert Bent - chitarra solista
- Lenval Jarrett - chitarra ritmica
- Steven Stewart - tastiere
- Barry O'Hare - tastiere
- Howard Messam - sassofono
- James Smith - tromba
- Ronald Nambo Robinson - trombone
- Nelson Miller - batteria
- Num (Num H.S. Amun'Tehu - percussioni, accompagnamento vocale
- Carol Passion Nelson - accompagnamento vocale, cori
- Edna Rodney - accompagnamento vocale, cori
- Rachell Bradshaw - accompagnamento vocale, cori
- Sharon Gordon - accompagnamento vocale, cori
- Yvonne Patrick - accompagnamento vocale, cori

Musicisti aggiunti
- Robby Lyn - tastiere, accompagnamento vocale
- Ian Coleman - chitarra solista
- Ian Coleman - chitarra ritmica
- Chico Chin - tromba
- Tony Green - sassofono
- Uziah Sticky Thompson - percussioni
- Trevor McKenzie - basso
- Collin Elliot - basso
- Tony Williams - batteria
- Barry O'Hare - mixaggio
- Winston Rodney - mixaggio